# Maison aux 1a-1b, rue de l'Église à Molsheim
La maison aux 1a-1b, rue de l'Église est un monument historique situé à Molsheim, dans le département français du Bas-Rhin.

## Localisation
Ce bâtiment est situé au 1a-1b, rue de l'Église à Molsheim.

## Historique
C'est dans cette maison qu'est fondée en 1783 la congrégation religieuse qui sera par la suite renommée « Sœurs de la Divine Providence » et dites à partir des années 1820 « de Ribeauvillé ». Le père Louis Kremp et la couturière Madeleine Ehrhardt y fondent une école vouée à l'instruction gratuite des filles, plus particulièrement celles de la campagne ; l'édifice est mis à disposition gracieuse par la municipalité,,.
L'édifice fait l'objet d'une inscription au titre des monuments historiques depuis 1930.

## Architecture

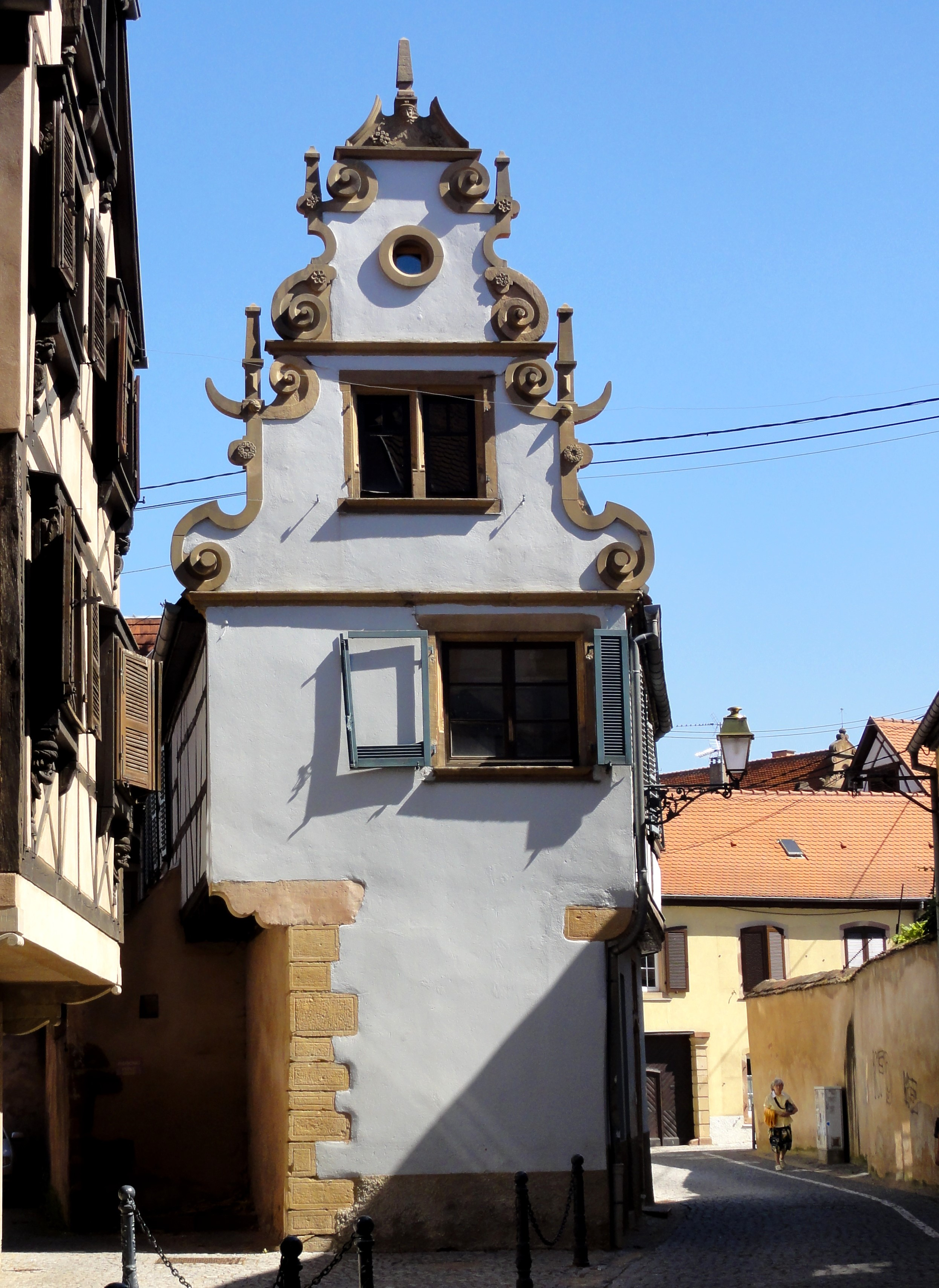
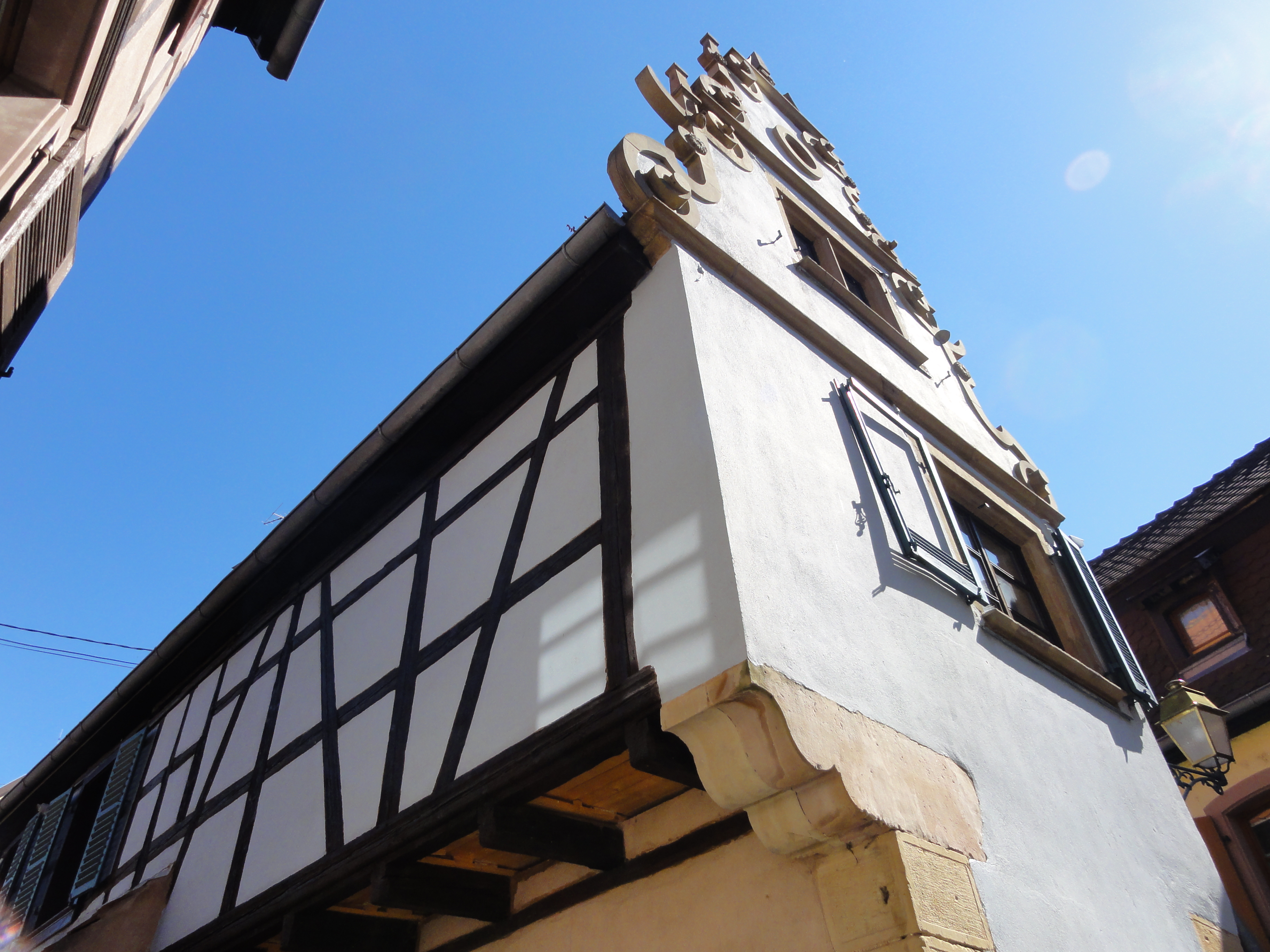
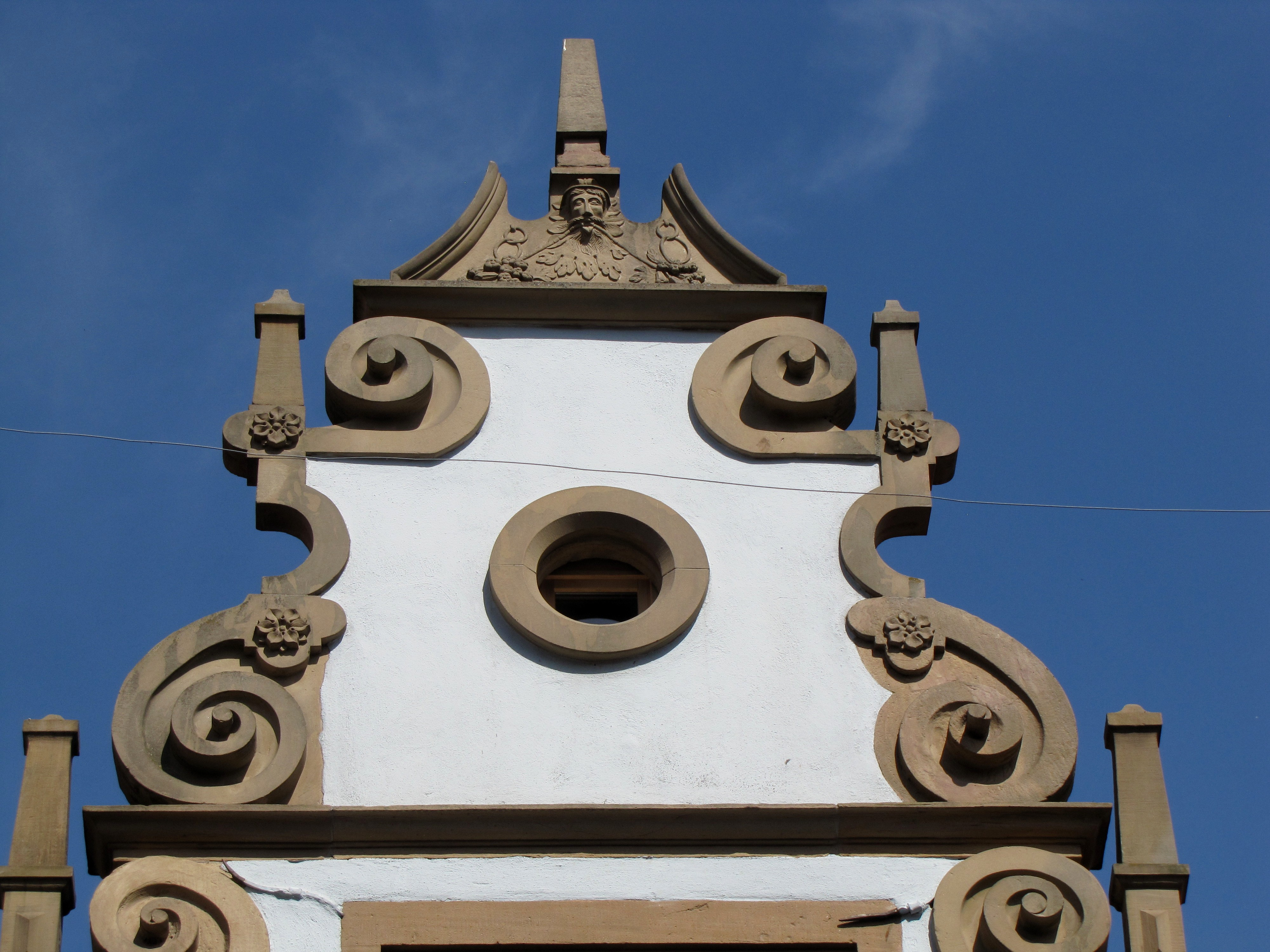
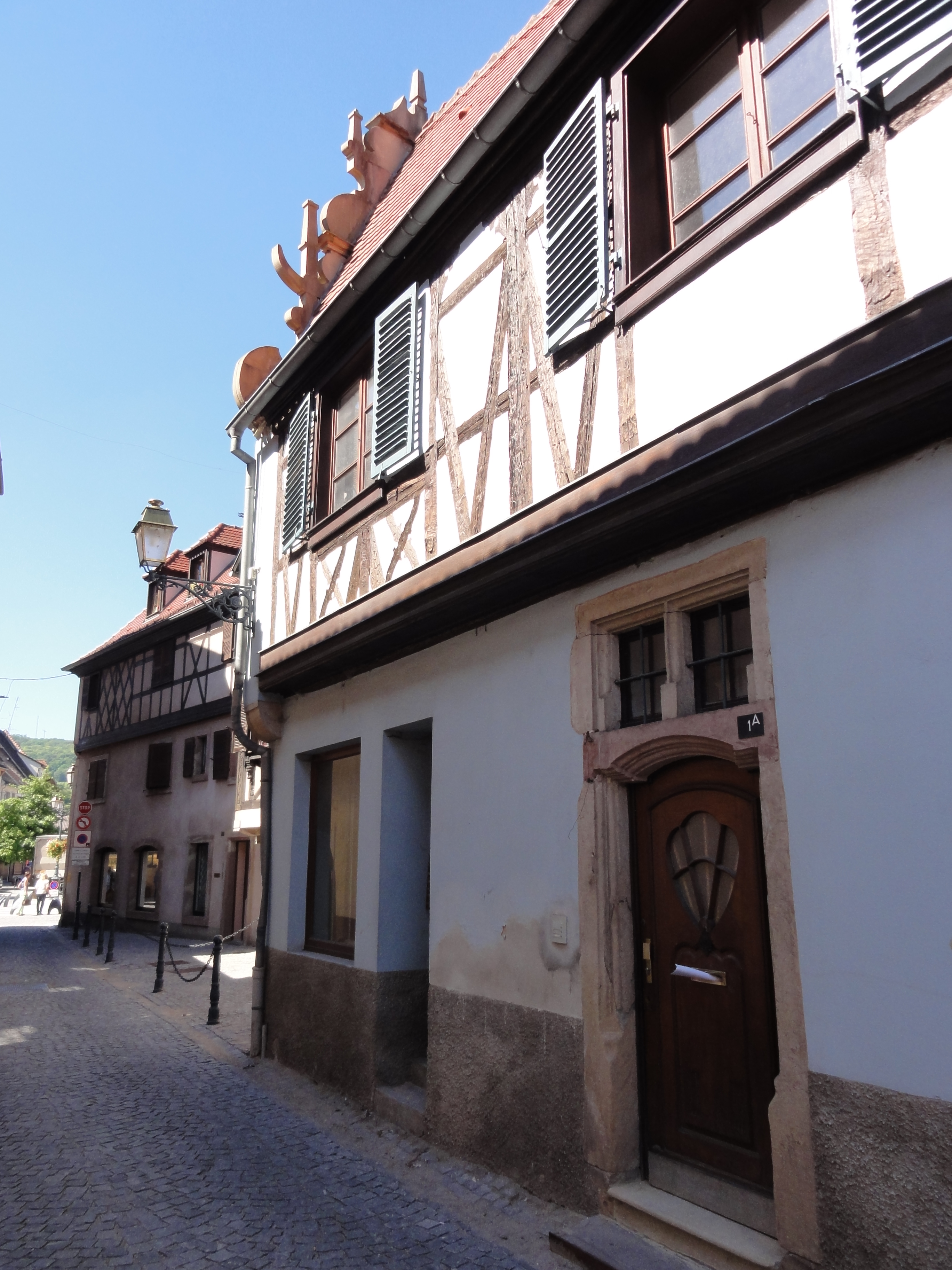